# Camaricus bipunctatus
Camaricus bipunctatus är en spindelart som beskrevs av Bastawade 2002. Camaricus bipunctatus ingår i släktet Camaricus och familjen krabbspindlar. Inga underarter finns listade.